# Cires-lès-Mello
Cires-lès-Mello ist eine französische Gemeinde mit 3997 Einwohnern (Stand: 1. Januar 2022) im Département Oise in der Region Hauts-de-France. Sie gehört zum Arrondissement Senlis, zum Kanton Montataire und zum Gemeindeverband Thelloise.

## Geografie
Die Gemeinde Cires-lès-Mello liegt am Nordostrand der Landschaft Vexin am Fluss Thérain, der die östliche Gemeindegrenze bildet, sieben Kilometer westlich von Creil. Umgeben wird Cires-lès-Mello von den Nachbargemeinden Bury im Norden, Mello im Nordosten und Osten, Maysel im Osten und Südosten, Blaincourt-lès-Précy im Süden, Ercuis und Neuilly-en-Thelle im Südwesten, Ully-Saint-Georges im Westen, Foulangues im Westen und Nordwesten sowie Balagny-sur-Thérain im Nordwesten.

## Bevölkerungsentwicklung
| Jahr                       | 1962 | 1968 | 1975 | 1982 | 1990 | 1999 | 2006 | 2014 | 2021 |
| -------------------------- | ---- | ---- | ---- | ---- | ---- | ---- | ---- | ---- | ---- |
| Einwohner                  | 1569 | 1490 | 1884 | 2992 | 3458 | 3585 | 3450 | 3888 | 3989 |
| Quellen: Cassini und INSEE |      |      |      |      |      |      |      |      |      |

## Sehenswürdigkeiten
- Kirche Saint-Martin, um 1230/1235 erbaut, Glockenturm aus dem 15. Jahrhundert, seit 1906 Monument historique
- Ruinen der Zehntscheune aus dem 13. Jahrhundert, seit 1926 Monument historique
- Schloss im Ortsteil Le Tillet
- Pavillon du Tillet, im neogotischen Stil bzw. im Stil der Neorenaissance erbaut, Teil der Weltausstellung 1900, seit 2008 Monument historique
- Ehemaliges Siechenhaus von Mello

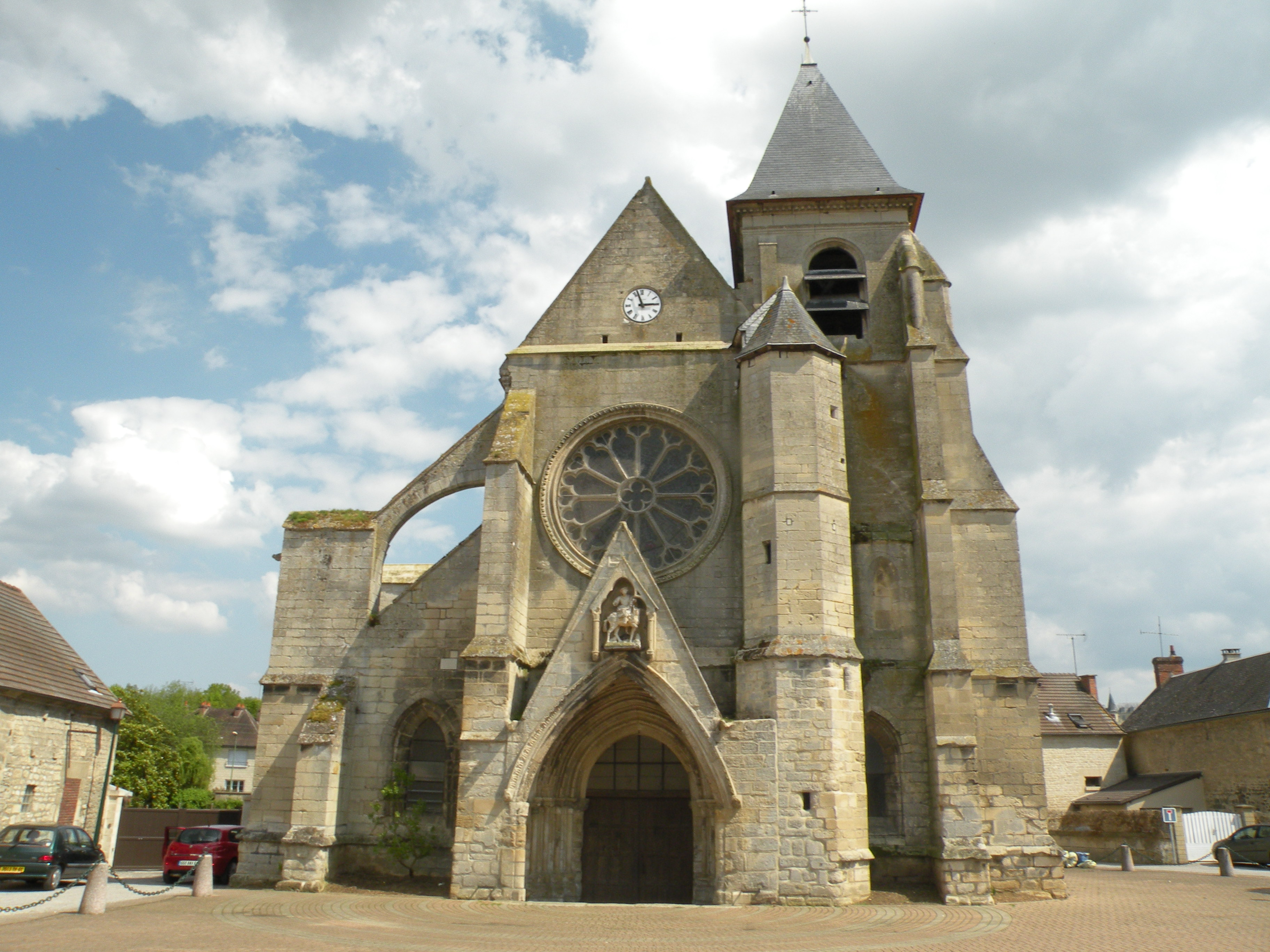
Kirche Saint-Martin
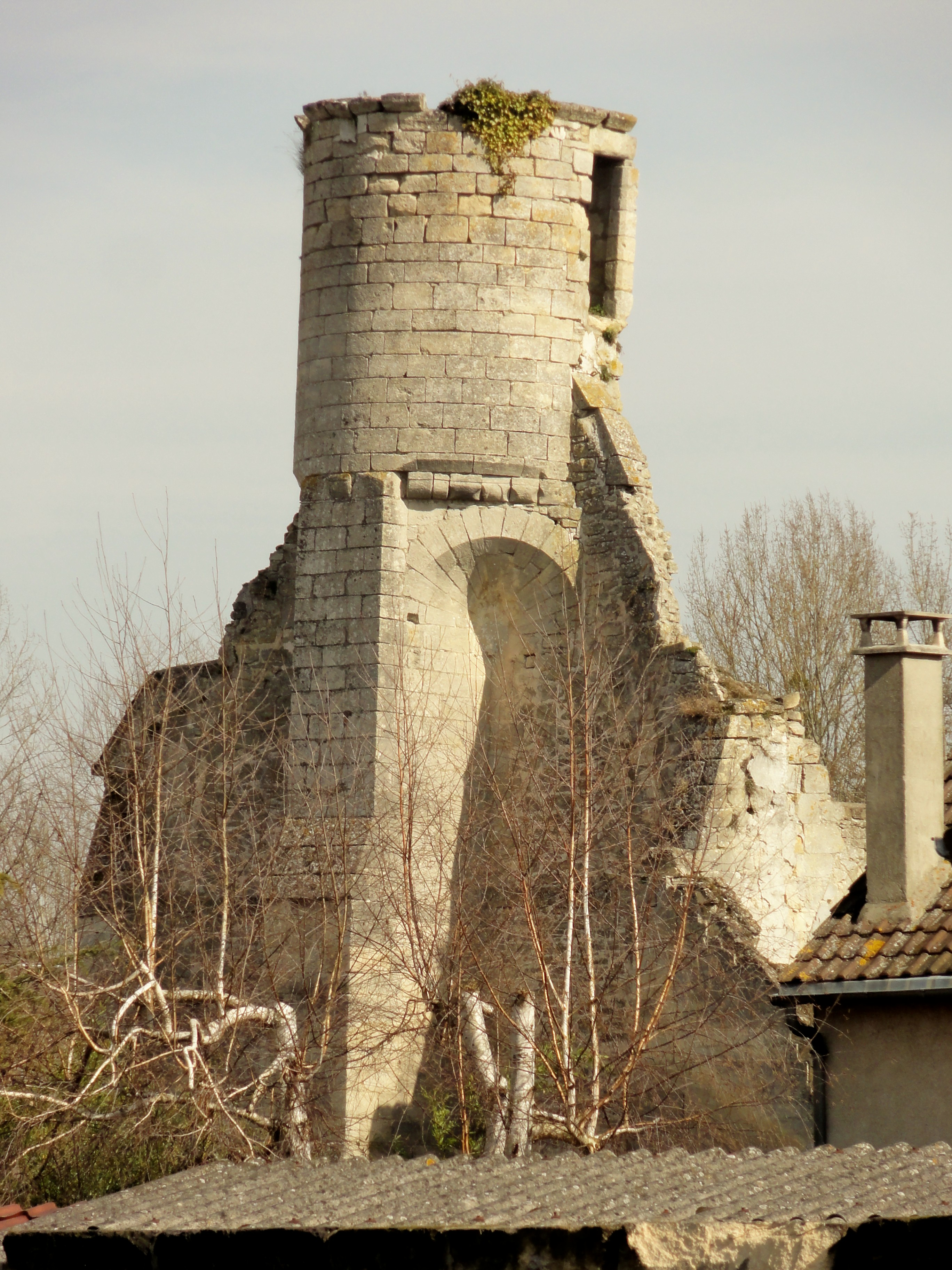
Zehntscheune
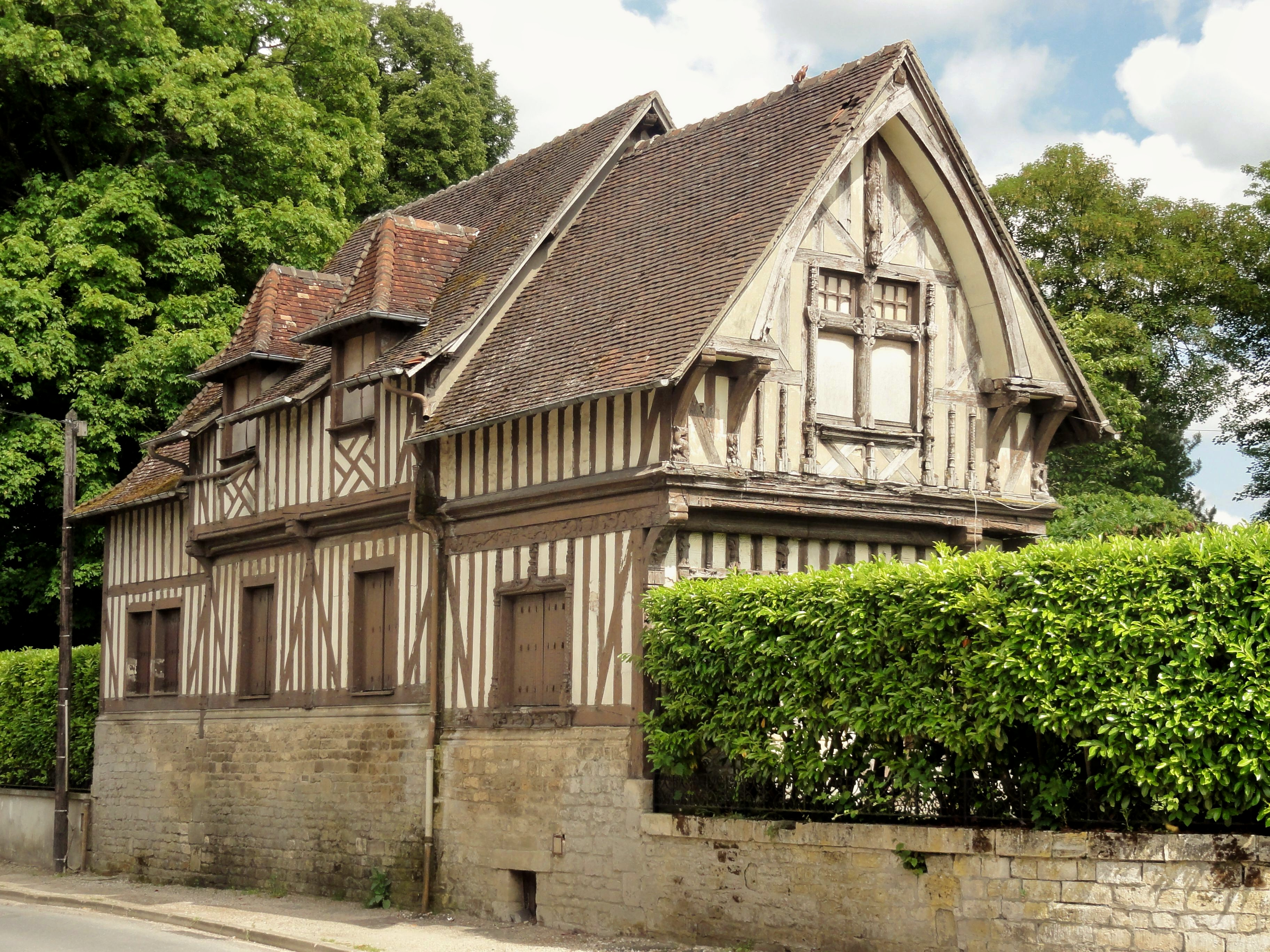
Pavillon du Tillet
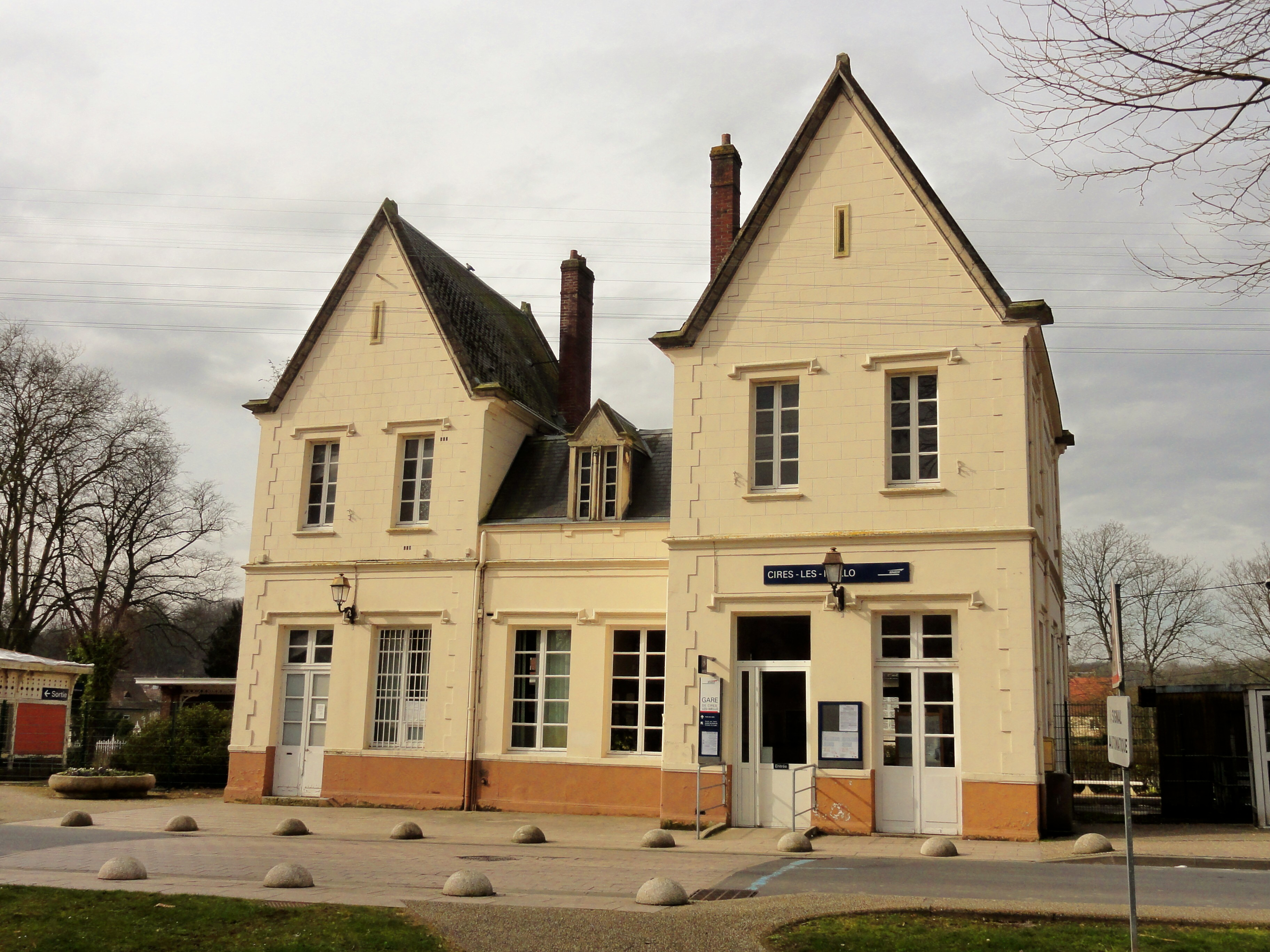
Bahnhof
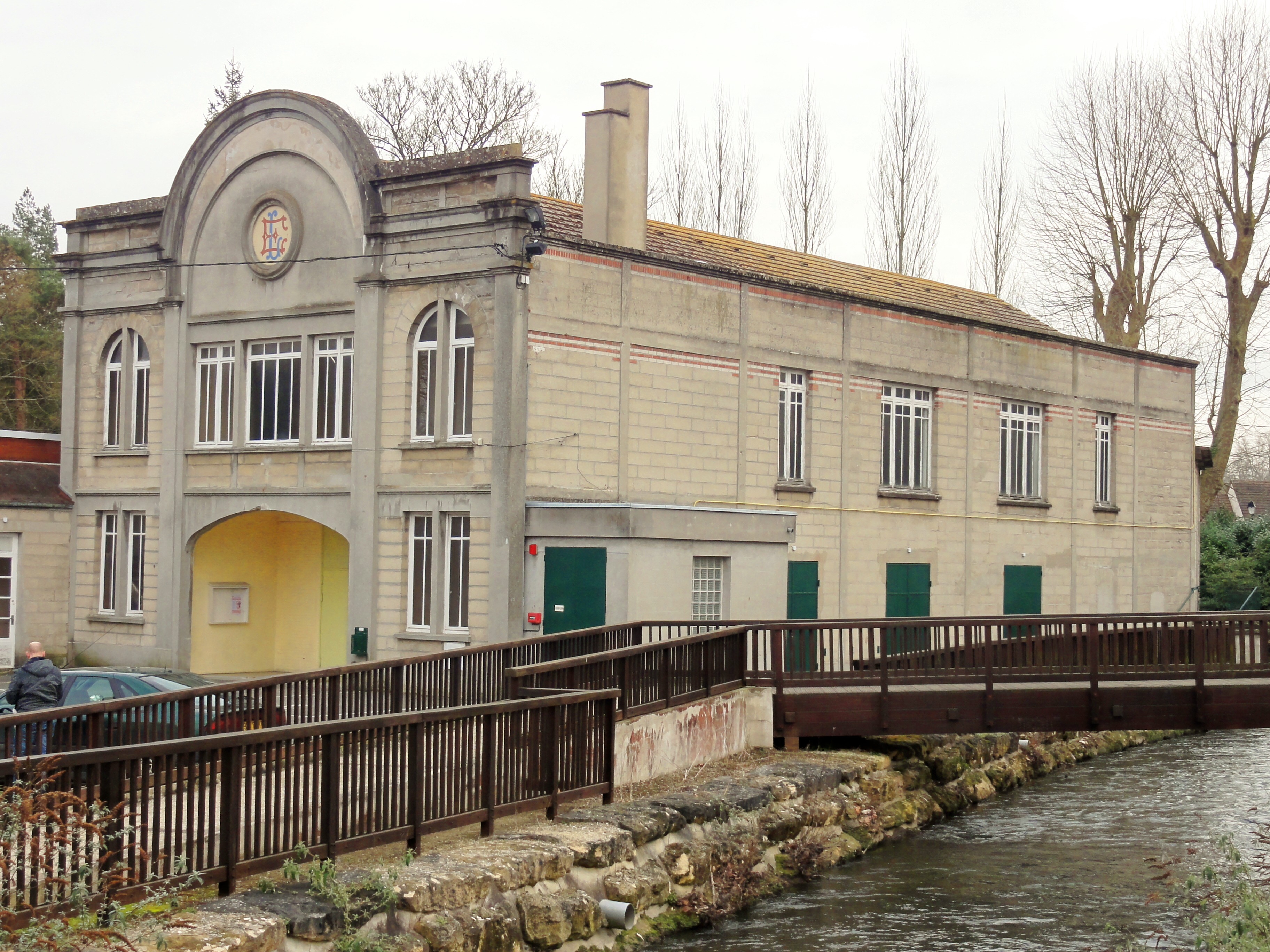
Gemeindefesthalle
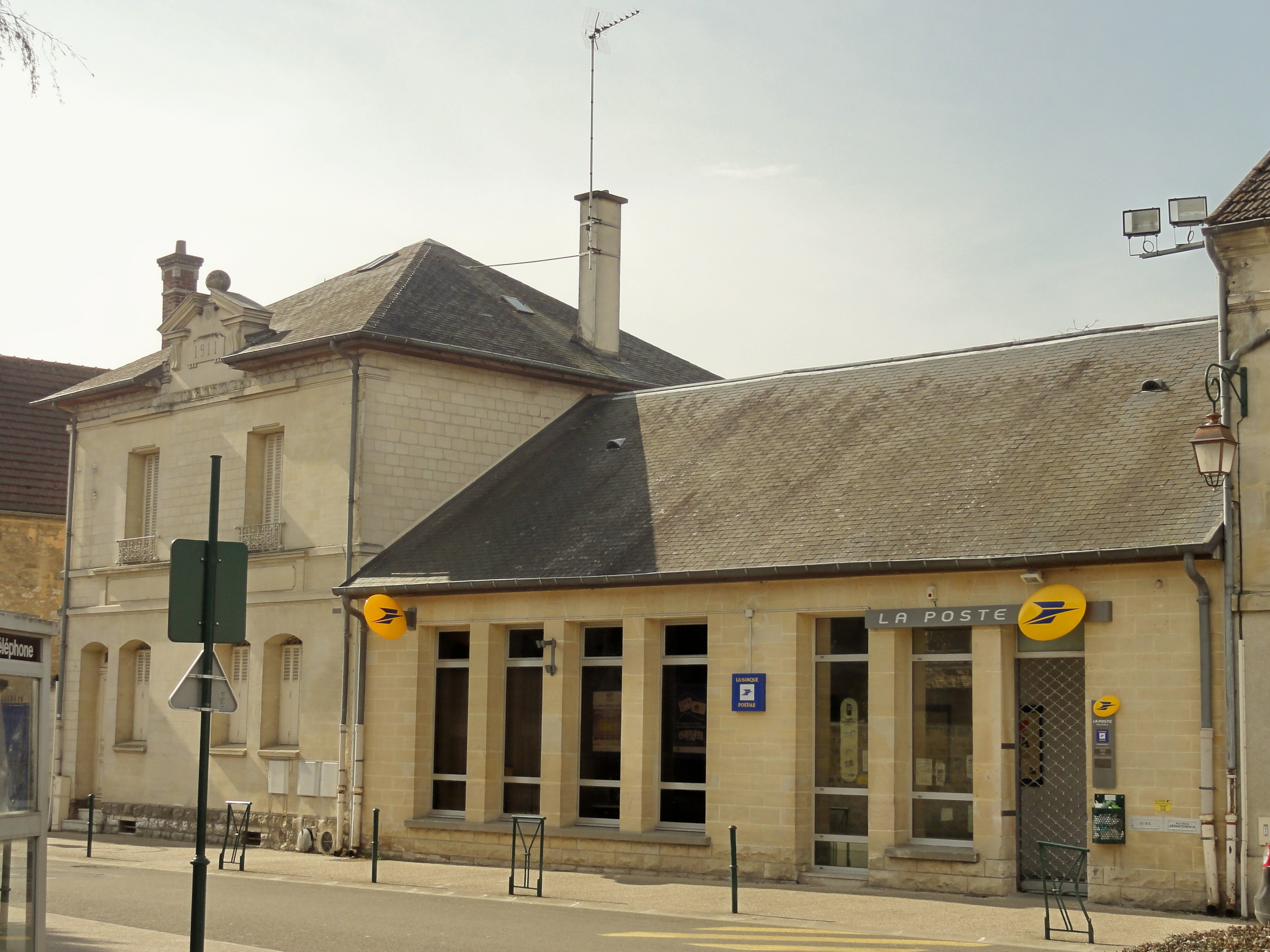
Postamt
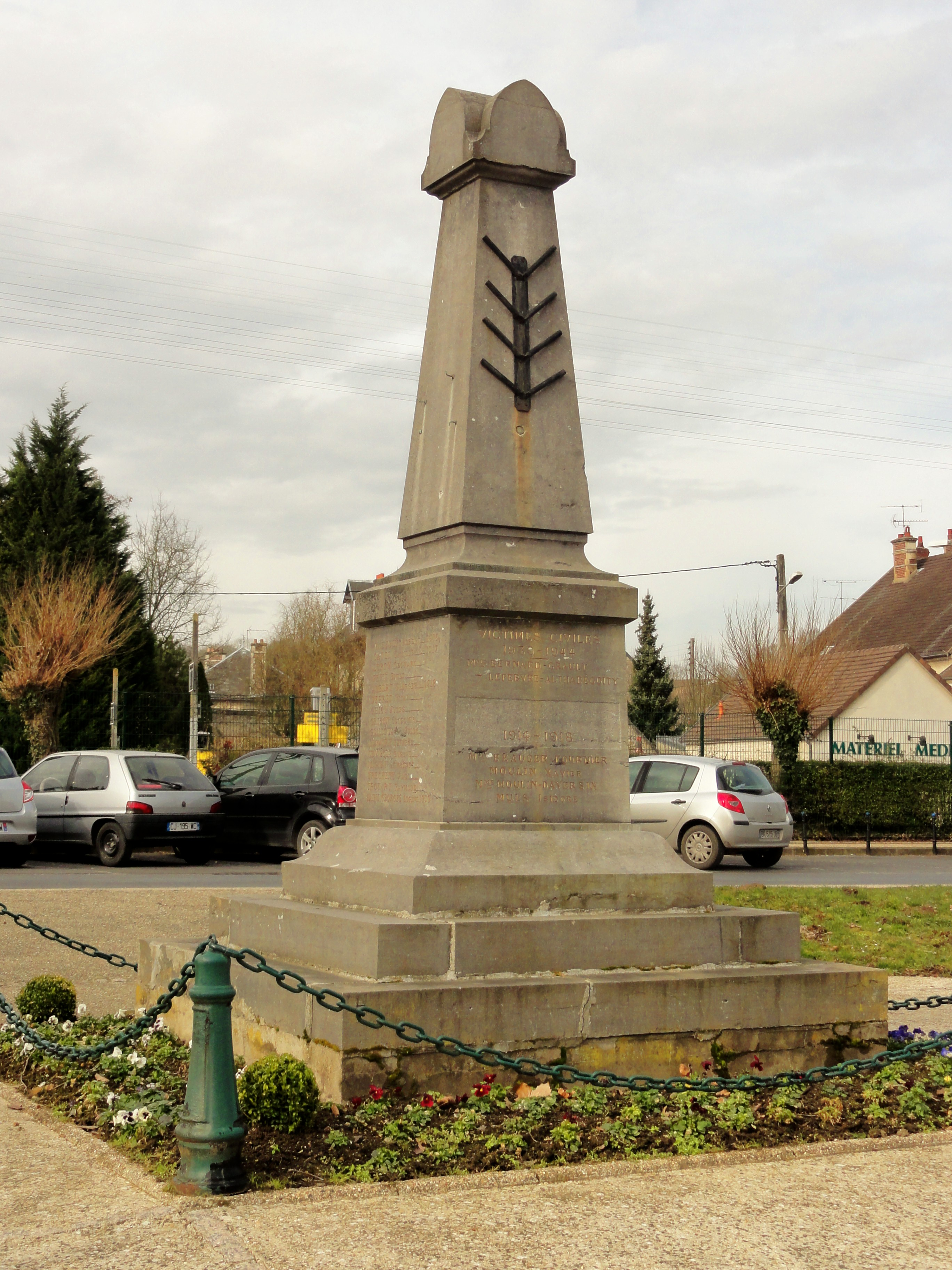
Gefallenendenkmal

## Gemeindepartnerschaft
Mit dem Stadtteil Bruchmühlen von Melle in Niedersachsen besteht eine Partnerschaft.